# 11. september
 Denne artikel omhandler datoen 11. september. Opslagsordet har også en anden betydning, se Terrorangrebet den 11. september 2001.
11. september er dag 254 i året i den gregorianske kalender (dag 255 i skudår). Der er 111 dage tilbage af året.
Hilleberts dag. En biskop i Tours, som døde i 1134.
Cataloniens nationaldag

### Begivenheder
Født - Dødsfald
- 1297 - William Wallaces og Andrew Morays skotske hær vinder et vigtigt slag over Englands hær ved Sterlingbrigde under den første skotske uafhængighedskrig.
- 1777 - General Howes engelske tropper slår George Washingtons amerikanske tropper i slaget ved Brandywine Creek under den amerikanske uafhængighedskrig.
- 1895 - FA Cup trofæet stjæles fra firmaet William Shillcock. 68 år senere tilstår en 83-årig mand tyveriet og oplyser, at han har smeltet trofæet og lavet falske half-crown mønter af det.
- 1913 - Koleraepidemi spreder sig over den meste af Centraleuropa.
- 1914 - St Louis Blues af W. C. Handy offentliggøres.
- 1922 - Folkeforbundet udsteder britisk mandat over Palæstina. Araberne protesterer ved at erklære sørgedag.
- 1926 - Mislykket attentat på Benito Mussolini af den tidligere socialist Tito Zaniboni.
- 1928 - Aarhus Universitet (dengang Det jydske Universitet) åbnes.
- 1937 - Efter pres fra nazisterne, der forbyder hans musik, opgiver komponisten Paul Hindemith sin stilling som professor ved Berlins Musikhøjskole. Han emigrerer først til Schweiz, siden til USA, hvor han bliver amerikansk statsborger.
- 1940 - Winston Churchill forbereder det engelske folk på tysk invasion.
- 1941 - Efter en skudveksling nord for Island mellem et amerikansk og et tysk krigsskib, erklærer USA's præsident Franklin D. Roosevelt, at tyske skibe fra nu af sejler i amerikanske farvande på eget ansvar.
- 1941 - Konstruktionen af Pentagon-bygningen sættes i gang.
- 1943 - Tyskerne indtager Rom.
- 1944 - Winston Churchill og Franklin Roosevelt mødes i Quebec, Canada.
- 1960 - De fjortende olympiske lege slutter i Rom. Danmark vinder guld i Finnjolle (Paul Elvstrøm), guld i 1000 meter enerkajak, sølv i fodbold, sølv i 5,5 meter, sølv i Flying Dutchman og bronze i 4 x 500 meter enerkajak.
- 1969 - Tom Bogs bliver europamester i mellemvægtsboksning, da han i Idrætsparken vinder over italieneren Carlos Duran over 15 omgange.
- 1973 - Ved et blodigt militærkup i Chile tager general Augusto Pinochet magten. Den folkevalgte socialistiske præsident Salvador Allende blev myrdet. Tusinder af chilenere blev siden sat i fængsel, og mange forsvandt sporløst.
- 1976 - Dagbladet Børsens chefredaktør Uffe Ellemann Jensen fratræder.
- 1978 - Georgi Markov, en bulgarsk afhopper myrdes i London. En bulgarsk hemmelig agent stikker ham med en forgiftet paraplyspids. Markov falder i koma og dør 4 dage senere
- 1981 - Frankrigs præsident François Mitterrand og Storbritanniens premierminister Margaret Thatcher støtter offentligt bygningen af en tunnel under Den engelske Kanal. I 1751 havde Nicolas Dosmarets foreslået en tunnel. I 1802 støttede Napoleon én, og i 1964 besluttede de to landes regeringer at bygge en tunnel og arbejdet gik i gang i 1971, men det britiske Labour stoppede byggeriet i 1975 på grund af en fordobling af prisen som følge af inflation.
- 1985 - Mindst 50 omkommer ved en togulykke nær byen Nelas, 250 km nord for Lissabon, Portugal.
- 1985 - Det danske fodboldlandshold taber i Idrætsparken en venskabskamp mod Sverige med 0-3. Det var det første danske nederlag på hjemmebane siden 1974.
- 1986 - Rekordfald i aktierne på Wall Street.
- 1986 - Forskerparken i Århus - Danmarks første - åbner.
- 1987 - Reggaemusikeren Peter Tosh, der grundlagde det verdensberømte band The Wailers s.m. Bob Marley dræbes under ildkamp.
- 1988 - Som den første svensker nogensinde vinder Mats Wilander US Open i tennis, da han i finalen slår Ivan Lendl (Tjekkoslovakiet) 6-4, 4-6, 6-3, 5-7, 6-4.
- 1988 - I Estlands hovedstad Tallinn demonstrerer 250.000 mennesker for frihed i tanke og sprog - hvilket Sovjet-styret ikke tillod. To dage tidligere havde Estlands nye partichef Vaino Väljäs erklæret, at “Estland skal indføre sit eget land med borgerskab og gøre estisk til officielt sprog”. Demonstrationen blev set som en støtte for partichefen. Estniske SSR havde siden 2. verdenskrigs slutning været en del af Sovjetunionen.
- 1989 - Tusindvis af østtyskere kommer til Vesttyskland via Ungarn og Østrig. Flygtningene var blot en del af den største udvandring fra DDR siden Berlinmuren blev opført i 1961. Udvandringen blev mulig, da den ungarske regering tillod alle østtyske borgere, som opholdt sig i Ungarn at passere grænsen til Østrig.
- 1992 - Hafnia opgiver at redde koncernen og beslutter i stedet at sælge ud af aktiverne.
- 1993 - Den kinesiske kvinde Qu Yunxia sætter i Beijing, Kina den nuværende verdensrekord i 1.500 meter løb med tiden 3.50,46 minutter.
- 1995 - Sjælland bliver skinnefast med Europa, da arbejderne på Storebæltsforbindelsen forbinder jernbaneskinnerne fra Fyn og Sjælland i tunnelen under Storebælt.
- 1997 - Skotterne siger med overvældende flertal ja til at få sit eget parlament for første gang i 290 år. 74 procent sagde ved en folkeafstemning ja til eget parlament, og 64 procent sagde ja til, at parlamentet kunne opkræve skatter. Det nye parlament skulle vælges i 1999. Det ville få beføjelser inden for områder som sundhed, uddannelse, retsvæsen og kultur - resten skulle fortsat ligge i London.
- 2001 - Ca. 3.000 mennesker dræbes i terrorangrebet den 11. september 2001 i USA på World Trade Center i New York, New York og Pentagon samt i et nedstyrtet fly i Pennsylvania. "11. september" samt de engelske udgaver "September 11", "11th September", og "9/11" benyttes ofte som en kort benævnelse for terrorangrebet den 11. september 2001.

### Født
- 1546 - Arild Huitfeldt, dansk historiker (død 1609).
- 1700 - James Thomson, skotsk forfatter og poet (død 1748).
- 1743 - Nicolai Abraham Abildgaard dansk maler (død 1809).
- 1786 - Friedrich Kuhlau, tysk-dansk komponist (død 1832).
- 1877 - James Jeans, engelsk matematiker og fysiker (død 1946).
- 1881 - Asta Nielsen, dansk stumfilmstjerne (død 1972).
- 1885 - D.H. Lawrence, engelsk forfatter, digter og maler (død 1930).
- 1903 - Theodor W. Adorno, tysk filosof, musikkritiker, æstetik-teoretiker og komponist. (død 1969)
- 1917 - Ferdinand Marcos, præsident i Filippinerne (død 1989).
- 1917 - Herbert Lom, tjekksisk skuespiller (død 2012).
- 1924 - Daniel Akaka, amerikansk politiker (død 2018).
- 1934 - Lone Bastholm, dansk instruktør.
- 1935 - Arvo Pärt, estisk komponist.
- 1935 - German Titov, sovjetisk kosmonaut (død 2000).
- 1940 - Jan Leschly, direktør, tidligere tennisspiller.
- 1942 - Yvonne Herløv Andersen, folketingsmedlem, fhv. Socialminister.
- 1945 - Franz Beckenbauer, tidligere tysk fodboldlandsholdsspiller (død 2024).
- 1953 - Lars H.U.G., dansk sanger og komponist.
- 1957 - Preben Elkjær, sportskommentator, tidligere dansk fodboldlandsholdsspiller.
- 1958 - Jan Rørdam, dansk musiker.
- 1961 - Virginia Madsen, amerikansk skuespillerinde.
- 1965 - Bashar al-Assad, tidligere syrisk præsident.
- 1983 - Sophie Løhde, folketingsmedlem, nuværende Sundheds- og Ældreminister.

### Dødsfald
- 1599 - Beatrice Cenci, italiensk adelig (født 1577)
- 1935 - Freda Du Faur, australsk bjergbestiger (født 1882)
- 1936 - Oda Nielsen, kgl. dansk skuespiller (født 1851).
- 1945 - Mathilde Nielsen, dansk skuespiller (født 1858).
- 1971 - Nikita Khrusjtjov, tidligere sovjetisk ministerpræsident (født 1894).
- 1973 - Salvador Allende, chilensk præsident (født 1908).
- 1978 - Georgi Markov, bulgarsk forfatter (født 1929) - myrdet.
- 1986 - René Brusvang, dansk politiker og partimedstifter (født 1926).
- 1987 - Peter Tosh, jamaicansk musiker (født 1944).
- 1999 - Povl Kjøller, sanger og musiker. (født 1937).
- 2002 - Kim Hunter, amerikansk skuespiller (død 2002).
- 2003 - Anna Lindh, svensk udenrigsminister (født 1957) - myrdet.
- 2006 - Joachim Fest, tysk historiker og forfatter af bogen, som dannede grundlag for filmen "Der Untergang", (født 1926).
- 2007 - Joe Zawinul, østrigsk født amerikansk jazzmusikker, (født 1932).
- 2008 - Preben Møller Hansen, dansk politiker, forbundsformand og restauratør (født 1929).
- 2009 - Gertrude Baines, verdens ældste person (født 1894).
- 2011 - Christian Bakkerud, dansk racerkører (født 1984).
- 2012 - Christopher Stevens, amerikansk ambassadør (født 1960).

|  | Denne datoartikel kan blive bedre, hvis der indsættes et (bedre) billede Du kan hjælpe ved at afsøge Wikimedia Commons for et passende billede eller uploade et godt billede til Wikimedia Commons iht. de tilladte licenser og indsætte det i artiklen. |